# Dimitri Gladki
Dimitri Spiridonovici Gladki (în rusă Дмитрий Спиридонович Гладкий) (n. 1911, Ucraina – d. 1959) a fost un politician sovietic, care a îndeplinit funcția de Prim-secretar al Partidului Comunist din R.S.S. Moldovenească (1952-1954).

## Biografie
Dimitri Gladki s-a născut în anul 1911, în Ucraina. A îndeplinit în perioada 25 octombrie 1952 - 7 februarie 1954 funcția de prim-secretar al Partidului Comunist din RSS Moldovenească.
A încetat din viață în anul 1959, la vârsta de 48 ani.Detalii asupra activității fostului prim secretar al CC PCM pot fi găsite în 